# Guro Knutsen Mienna
Guro Knutsen Mienna, född den 10 januari 1985 i Trondheim, är en norsk fotbollsspelare som representerar Røa Dynamite Girls i Toppserien, den högsta norska damfotbollsserien. Hon är yngre syster till Marie Knutsen, som också spelar för Røa.
Knutsen började sin karriär i Kattem IL, där hon spelade mellan 2001 och 2005 tillsammans med systern Marie. I Kattem började hon som mittfältare, men i Røa blev hon först anfallare, innan hon gick tillbaka till höger innermittfältare då systern blev gravid. I landslaget såväl som i klubblaget har hon också spelat som vänsterback. Hon har representerat Norge i VM 2007 och OS 2008.